# Orthion montanum
Orthion montanum är en violväxtart som beskrevs av Cyrus Longworth Lundell. Orthion montanum ingår i släktet Orthion och familjen violväxter. Inga underarter finns listade i Catalogue of Life.